# Intel Management Engine
Intel Management Engine (zkratka ME, též Intel Manageability Engine)
je subsystém obsažený od roku 2008 téměř ve všech čipových sadách společnosti Intel.
Na základní desce je umístěn v části Platform Controller Hub. ME umožňuje vzdálený přístup k počítači i bez toho, aby na něm byl nainstalovaný operační systém. V principu je to jakýsi vnitřní počítač běžící pod úrovní všeho. Pod názvem Server Platform Services je používán v serverových čipsetech a pod názvem Trusted Execution Engine u mobilních zařízení s procesory Intel Atom. Tyto systémy se od Intel Management Enginu mohou lišit poskytovanými funkcemi, ale v principu jsou všechny tři systémy totožné.
Kromě lidí z firmy Intel a pravděpodobně i lidí z některých agentur, jako NSA nikdo neví, co Intel Management Engine umí a jak jsou jeho funkce reálně používány. Intel Management systém má přístup k operační paměti počítače, k datům na discích, připojeným flash diskům, k přenosům po počítačové síti i zvukové kartě (tj. mikrofonu).
Procesory AMD mají podobný systém AMD Platform Security Processor. Tato technologie by neměla být zaměňována s TPM čipy (Trusted Platform Module).

## Historie
Intel Management Engine se poprvé objevil v severním můstku čipové sady 975× a od roku 2015 je součástí všech čipových sad Intel.
Intel se prostřednictvím svého týmu inženýrů zajímal o MINIX 3. Kromě technických dotazů se inženýři Intelu dotazovali autora MINIXu Andrewa Tanenbauma i na množství úprav MINIXu, např. na snížení paměťové náročnosti, přidání #ifdefs do částí kódu, aby byly označitelné v konfiguračních souborech. Tyto úpravy se dostaly do kódu MINIXu 3. Po té Tanenbaumova spolupráce s Intelem na několik let ustala. Později se ukázalo, že MINIX 3 byl využit jako operační systém v rámci 11. generace Intel Management Engine.
Na jaře 2017 byla v Intel Management Engine u procesorů s technologií vPro objevena chyba, která počítače s těmito procesory vystavila nedetekovatelným útokům. Tato chyba byla opravena až v listopadu 2017. V době mezi nalezením chyby a opravením této chyby Intel prováděl analýzu, která měla odhalit i další případné chyby. V Intel Management Engine, v Trusted Execution Engine a v Server Platform Services bylo nalezeno celkem osm chyb. Tyto chyby mohly být tyto chyby využity k instalaci rootkitů, spuštění kódu nedetekovatelným způsobem a samotný Intel Management Engine bylo možné zneužít k lokálnímu i vzdálenému spuštění kódu pomocí přetečení bufferu.
Electronic Frontier Foundation v roce 2017 označila Intel Management Engine jako bezpečností riziko a požádala o možnost ho vypnout. Později v témže roce společnost Positive Technologies publikovala informaci, že Intel Management Engine lze vypnout změnou jediného bitu ve firmware, který tam byl přidán nejspíše na žádost NSA.
V roce 2018 se zjistilo, že Apple v počítačích s procesory Intel ponechal u Management Engine zapnutý výrobní režim (Manufacturing Mode).

## Technická specifikace

### Intel Management Engine 11
- procesorové jádro Intel Quark x86[7]
- operační systém MINIX 3[7]
- souborový systém Embedded Flash File System na oddílu typu SPI flash[7]
- vlastní IP adresa a MAC adresa a přímý přístup k rozhraní Ethernet[7]
- komunikace s počítačem, na kterém Intel Management Engine běží přes rozhraní PCI, v linuxu přístupném jako /dev/mei[7]

Pomocí změny hodnoty bitu, označovaného jako reserve_hap s popiskem High Assurance Platform (HAP) enable je možné Intel Management Engine přepnout do stavu, kdy po inicializaci počítače a předání řízení hlavnímu operačnímu systému se Intel Management Engine zcela vypne.
Intel Management Engine má výrobní režim, který je určen ke konfiguraci nastavení v jednorázově programovatelné paměti a konfiguraci vyjmenovaných proměnných v SPI flash paměti a k testování platformy v průběhu výroby. Výrobní režim je přístupný pouze pomocí nástroje obsaženého v programovém balíku Intel ME System Tools, který není dostupný veřejnosti. Tento režim by tedy měl být ukončen (uzavřen) před dodáním zákazníkům. Výrobní režim a jeho možná rizika nejsou popsány ve veřejné dostupné dokumentaci Intelu.

## Bezpečnost
Intel Management Engine je kritizován Free Software Foundation kvůli tomu, že majitel počítače nemá kontrolu nad tím, co se v počítači děje.
Společnost Intel se k bezpečnosti svého Management Engineu prostřednictvím svého mluvčího vyjádřil: „Protože je Intel Management Engine proprietární a Intel nesdílí jeho zdrojové kódy, je velmi bezpečný. Intel definoval sadu politik a procedur, spravovanou samostatným týmem, aby aktivně monitoroval zranitelnosti identifikované ve vydaných produktech a reagoval na ně. V případě Intel Management Engine existují mechanismy reagující na zranitelnosti, které by se mohly objevit.“